# Guerpont
Guerpont ist eine französische Gemeinde mit 236 Einwohnern (Stand: 1. Januar 2022) im Département Meuse in der Region Grand Est (bis 2015 Lothringen). Sie gehört zum Arrondissement Bar-le-Duc, zum Kanton Ancerville und zum 2016 gegründeten Gemeindeverband Bar-le-Duc Sud Meuse.

## Geografie

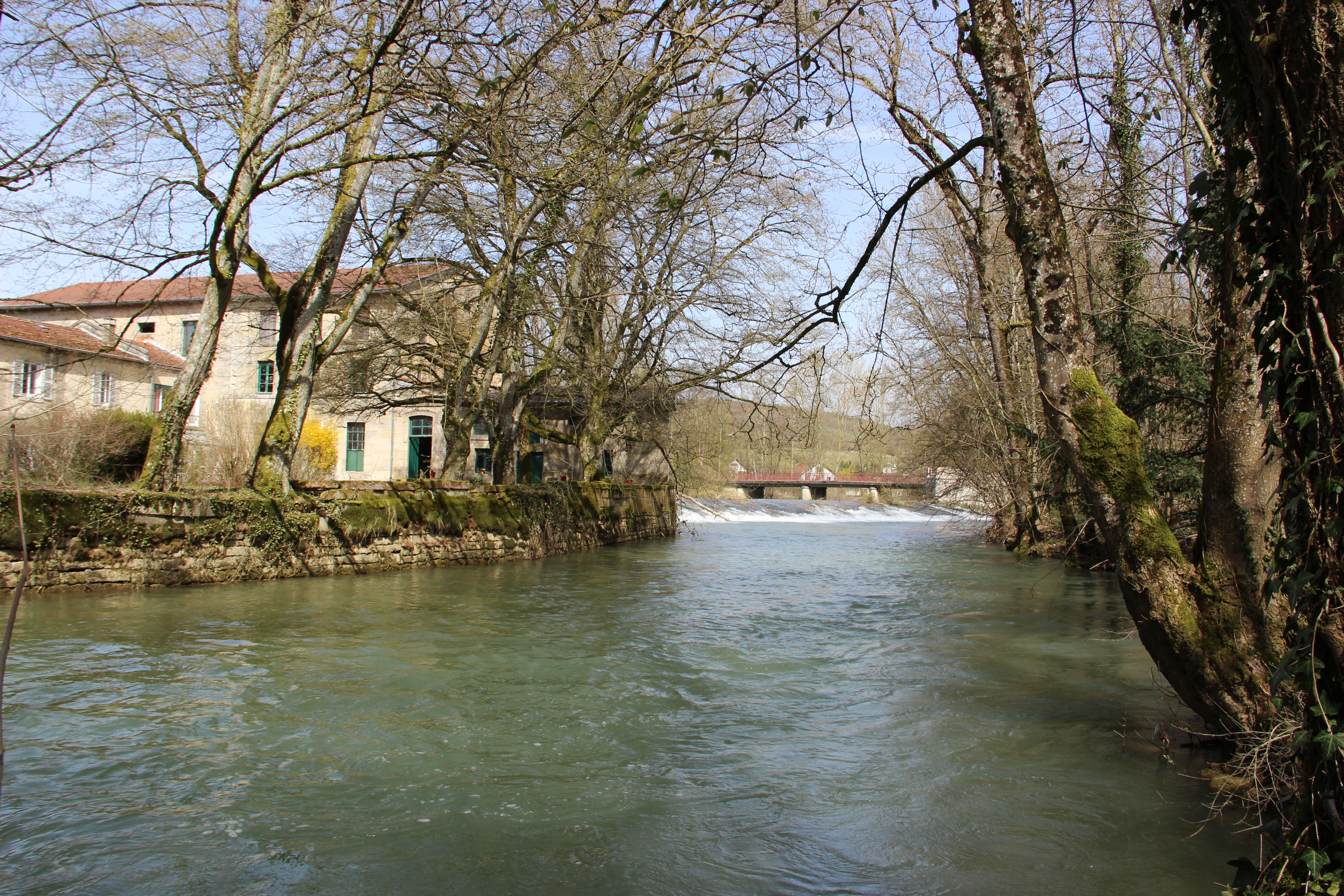
Blick auf den Ornain

Die Gemeinde wird vom Ornain sowie vom Rhein-Marne-Kanal durchquert. Umgeben wird Guerpont von den Nachbargemeinden Culey im Norden, Tronville-en-Barrois im Osten, Nant-le-Grand im Süden, Tannois im Südwesten und Westen sowie Silmont im Nordwesten.

## Bevölkerungsentwicklung
| Jahr                       | 1962 | 1968 | 1975 | 1982 | 1990 | 1999 | 2006 | 2013 | 2019 |
| Einwohner                  | 250  | 266  | 272  | 274  | 286  | 300  | 267  | 254  | 245  |
| Quellen: Cassini und INSEE |      |      |      |      |      |      |      |      |      |

## Sehenswürdigkeiten

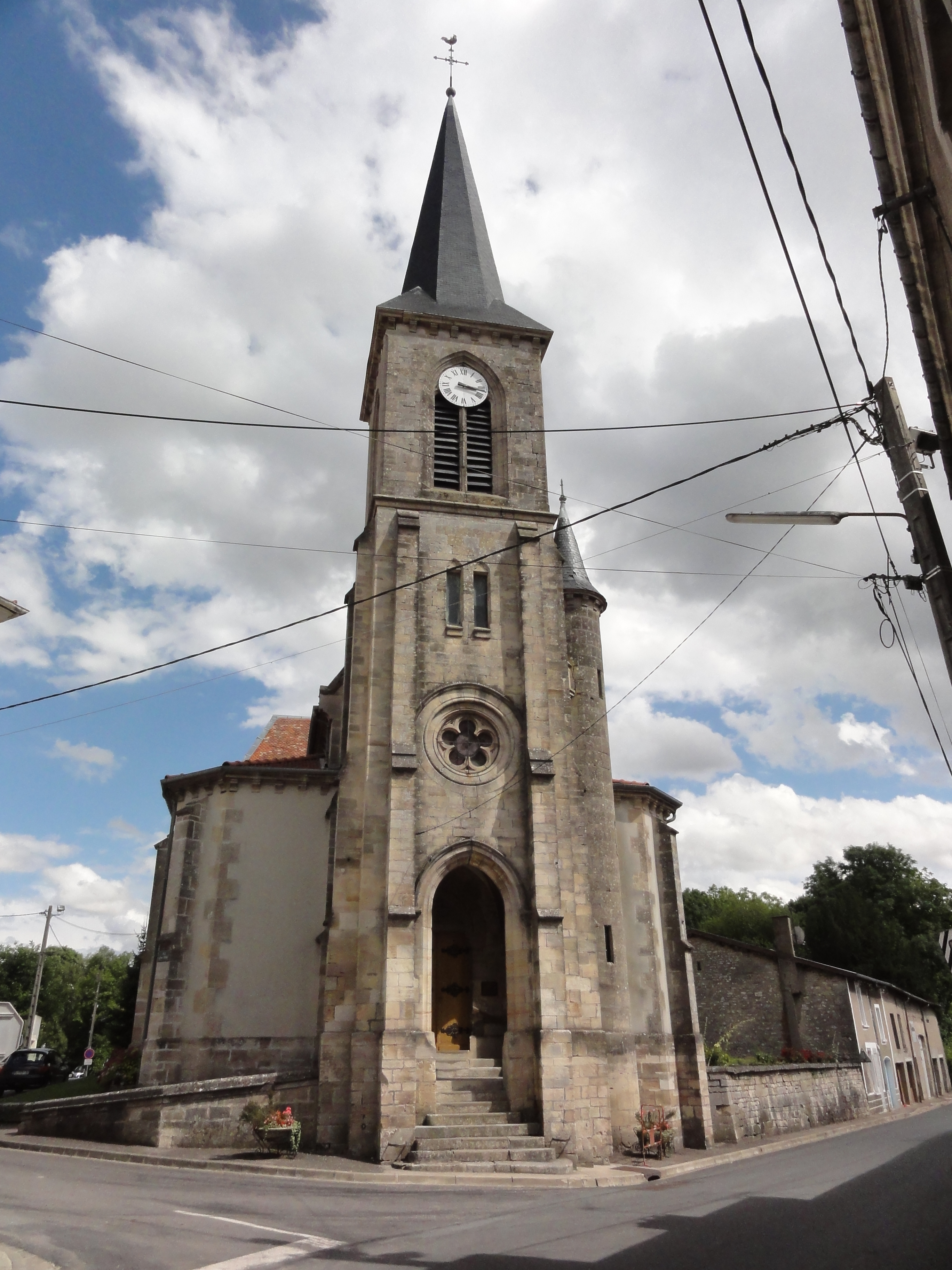
Kirche Saint-Evre
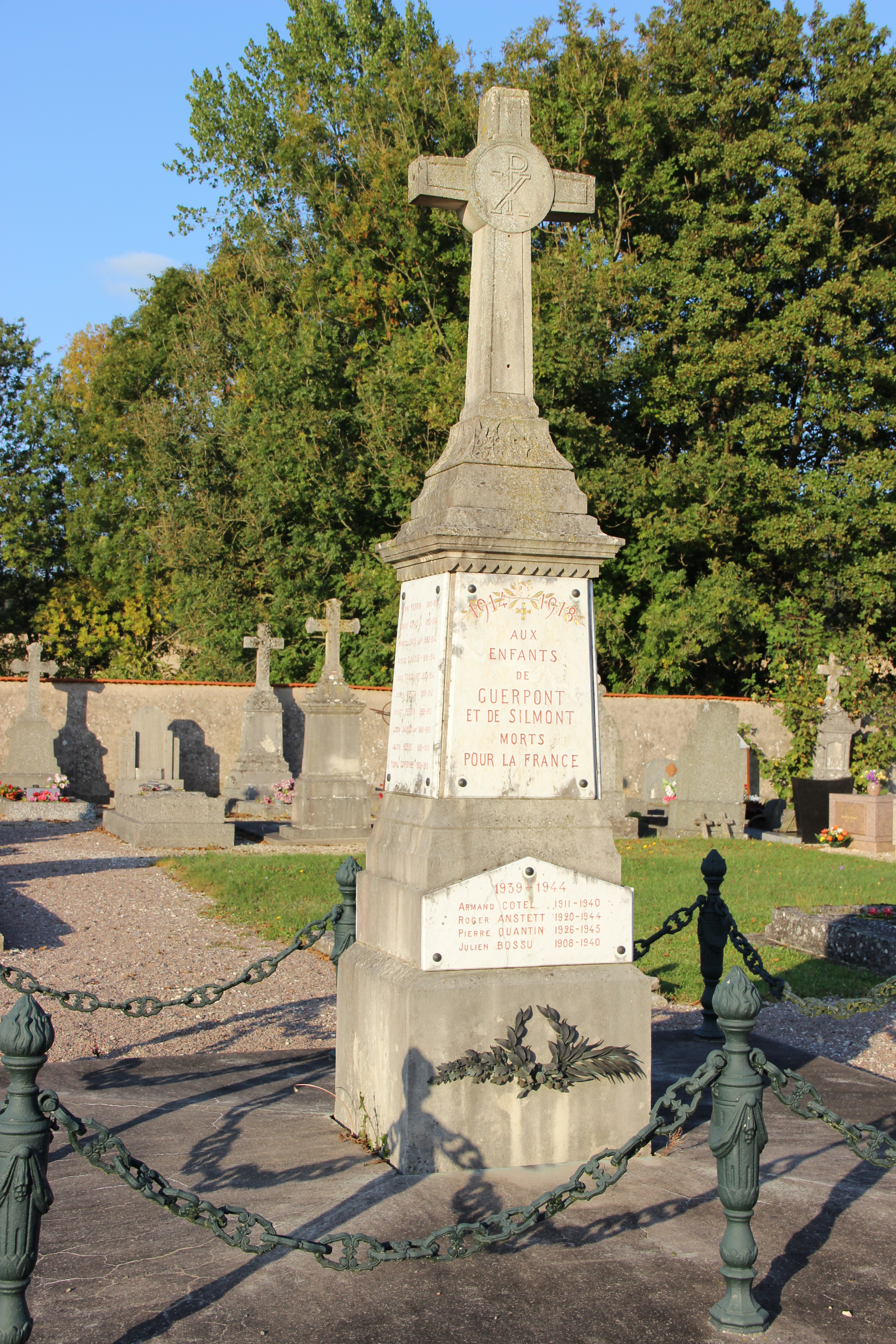
Denkmal für die Kriegstoten
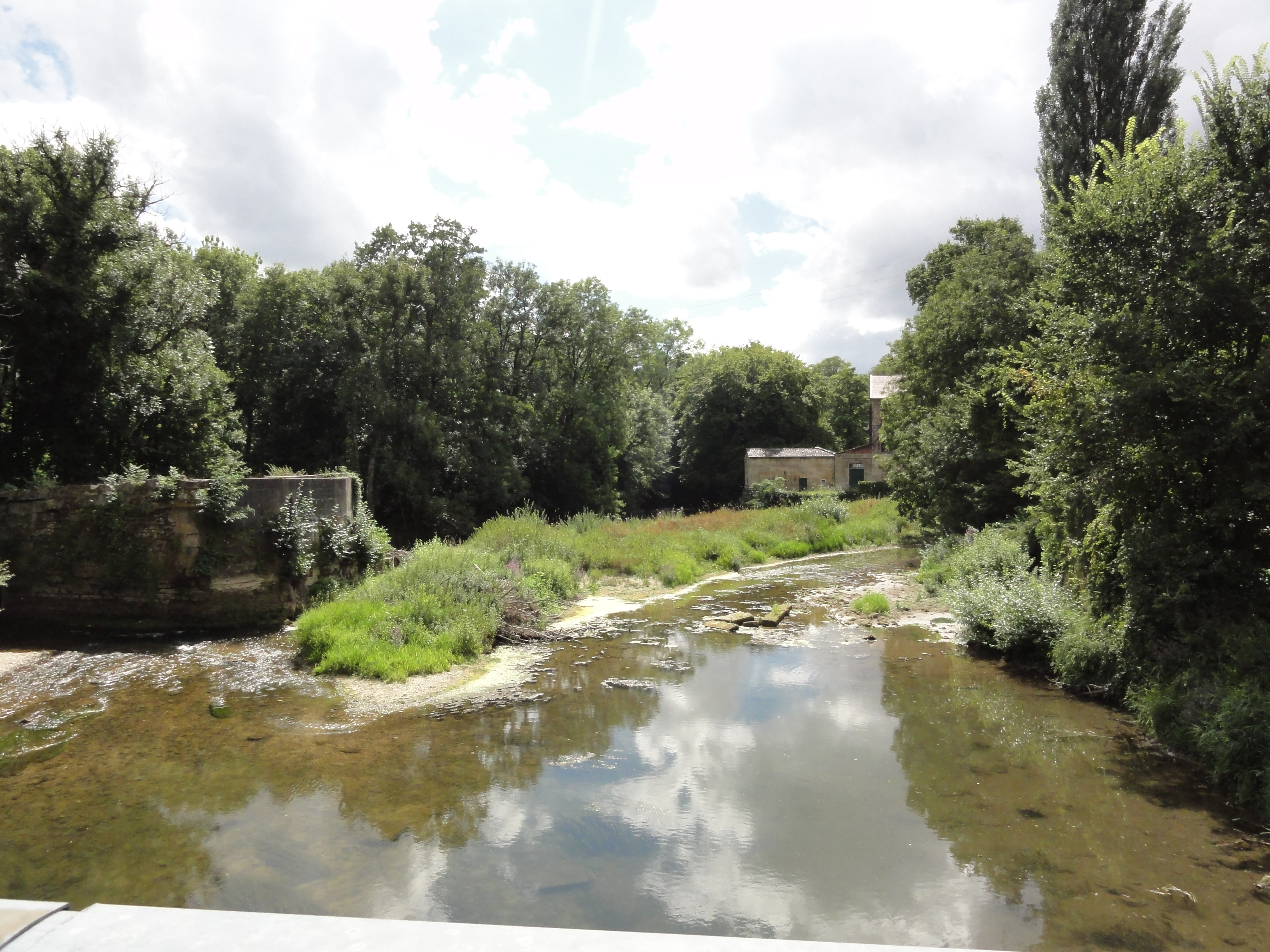
Der Fluss Ornain

- Kriegerdenkmal

- Kirche Saint-Evre
- Denkmal für die Kriegstoten
- Der Fluss Ornain